# The Woodsman
The Woodsman är en amerikansk film från 2004, i regi av Nicole Kassell.

## Handling
Efter tolv år i fängelse för sexuella övergrepp mot barn släpps Walter ut. Han bosätter sig i en liten stad där han tänker leva ett stilla liv.

## Rollista (i urval)
- Kevin Bacon - Walter
- Kyra Sedgwick - Vickie
- Mos Def - segeant Lucas
- Benjamin Bratt - Carlos
- David Alan Grier - Bob
- Eve - Mary-Kay
- Kevin Rice - Candy
- Anna Gyllenhammar - (Svensk) litet fattigt barn